# Adelantado mayor de Castilla
El adelantado mayor de Castilla o adelantado mayor del reino de Castilla era un oficial al servicio de la Corona castellana que tenía encomendadas algunas competencias judiciales y militares en el reino de Castilla.

## Historia

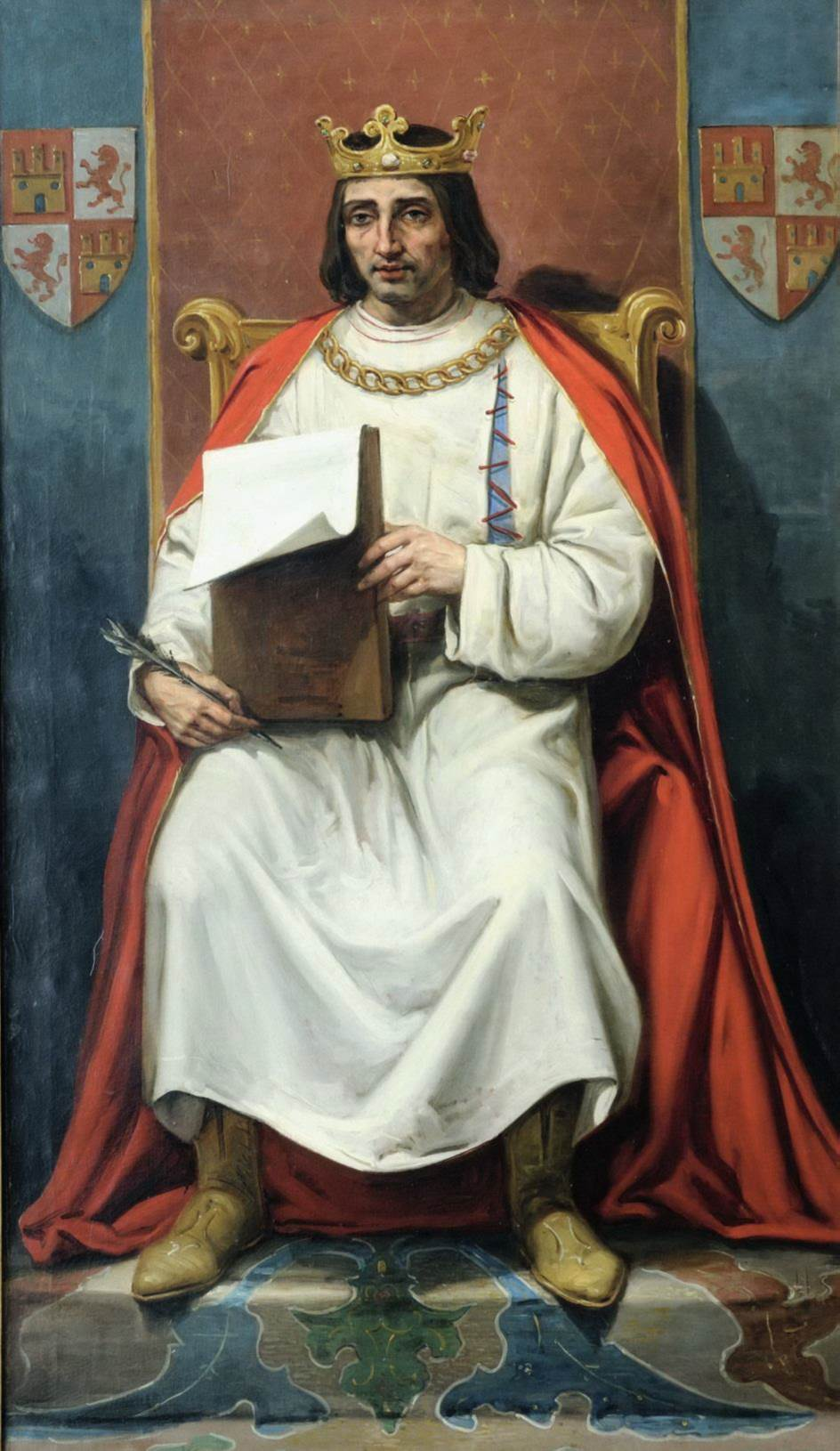
Retrato imaginario de Alfonso X de Castilla. José María Rodríguez de Losada. (Ayuntamiento de León).

Lamingueiro Fernández señaló que ya desde los siglos X y XI los monarcas leoneses intentaron hacer que su presencia fuera efectiva en todos los lugares de su jurisdicción, por lo que se vieron obligados a llevar a cabo una política particular en cada uno de ellos, y de ese modo aparecieron las merindades mayores y menores, las tenencias, los alfoces y posteriormente, a mediados del siglo XIII y en el reinado de Alfonso X de Castilla, los adelantamientos.
En el reinado de Fernando III de Castilla ya estaban plenamente definidas las jurisdicciones de los merinos mayores y menores. Los primeros eran oficiales de la Corona de alto rango, con extensas competencias jurídico-administrativas, y con poderes recibidos directamente del rey. Fue también el rey Fernando III quien designó merinos mayores para el reino de Castilla y posteriormente para los de León, Galicia y Murcia.
A la muerte de Fernando III de Castilla, su hijo y heredero, Alfonso X, mantuvo la misma división administrativa que había existido en el reinado de su padre y, de ese modo, todos sus territorios continuaron divididos en cuatro merindades mayores, aunque en 1253 se creó el adelantamiento mayor de la frontera para los territorios limítrofes con el reino nazarí de Granada, y en 1258, cinco años después, los merinos mayores de León, Castilla y Murcia fueron reemplazados por adelantados mayores, y en 1263 también se nombró un adelantado mayor de Galicia para reemplazar al merino mayor de ese territorio.
Además, el célebre escritor y magnate Don Juan Manuel, que era nieto del rey Fernando III de Castilla y llegaría a ser adelantado mayor del reino de Murcia y también de la frontera de Andalucía, llegó a afirmar en su Libro de los estados y por medio de su padre, el infante Manuel de Castilla, que:

Señor infante, todo esto que vos yo digo en razón de los Adelantados, debedes entender eso mismo de los Merinos, ca eso mismo es lo uno lo al, et non ha otro departimiento, sinón que en algunas tierras llaman Adelantados et en otra Merinos...

El adelantamiento mayor de Castilla acabaría siendo patrimonializado en el siglo XV por el linaje de los Padilla, futuros condes de Santa Gadea. La patrimonialización del cargo provocó que éste se convirtiera en una dignidad de carácter más honorífico que efectivo por lo que a partir de entonces cobraron una gran importancia los alcaldes mayores de los adelantamientos. Se trataba de un cargo itinerante que, en el caso de Castilla, en 1502, debido a su extensión, se dividió en dos Partidos: el de Campos y el de Burgos, cuyo archivo se conservaba en una de las puertas de la muralla de Covarrubias (Burgos) mandado construir por Felipe II.  

## Adelantados mayores de Castilla

### Reinado de Alfonso X de Castilla (1252-1284)
- Pedro Núñez de Guzmán o «Pedro Guillén de Guzmán» (1258-1269),[3][4] hijo de Guillén Pérez de Guzmán y de María González Girón,[5] padre de Guzmán el Bueno.

### Reinado de Sancho IV de Castilla (1284-1295)
- Diego López V de Haro (1287).[3][4] Fue señor de Vizcaya,[6] alférez del rey y mayordomo mayor del rey Fernando IV de Castilla, y era hijo de Diego López III de Haro y de Constanza de Bearne[7] y hermano del conde Lope Díaz III de Haro, que fue también señor de Vizcaya y mayordomo mayor del rey Sancho IV de Castilla.[8]
- Juan Fernández de Villamayor (1288).[3]-1295

### Reinado de Fernando IV de Castilla (1295-1312)

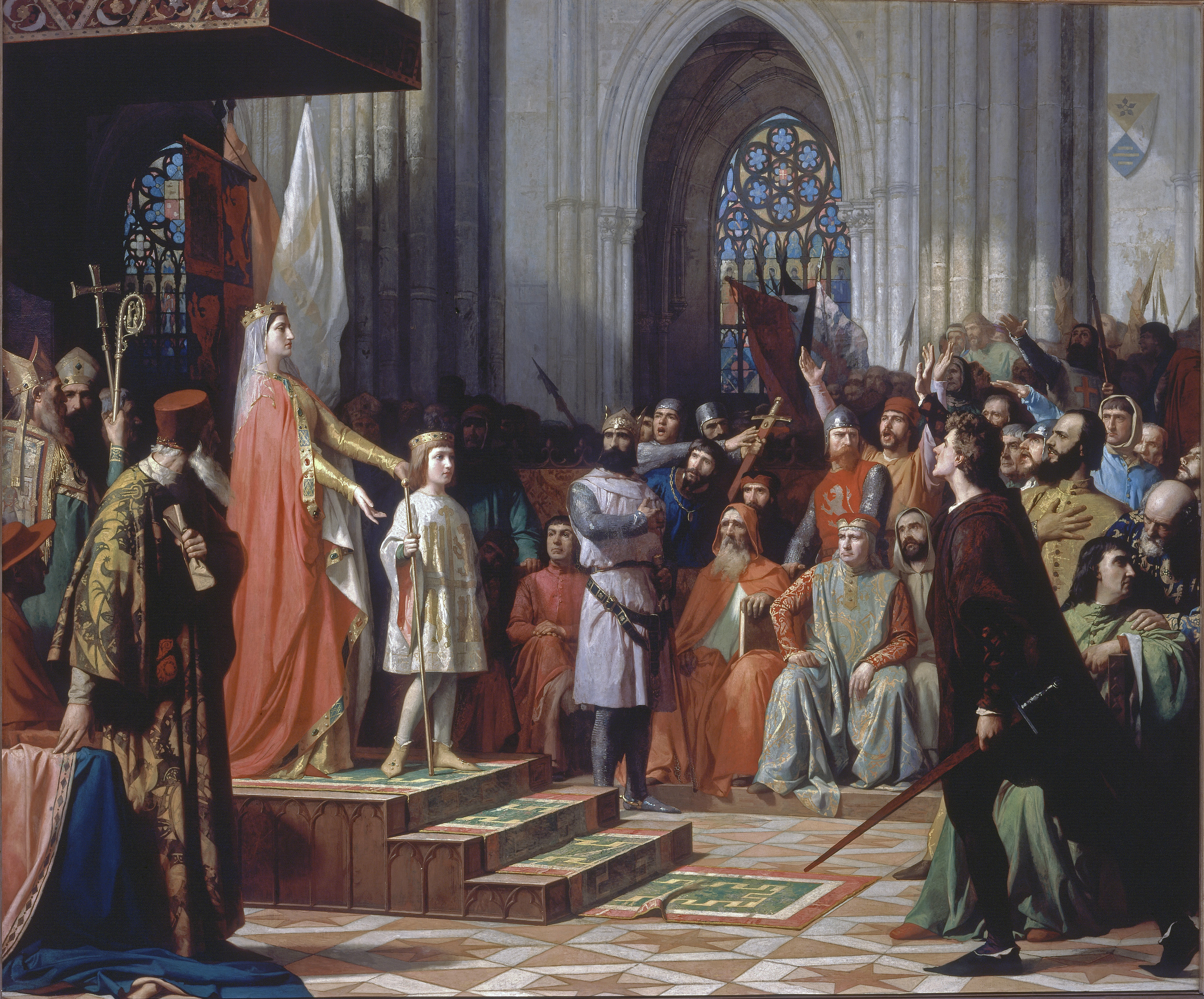
María de Molina presenta a su hijo Fernando IV en las Cortes de Valladolid de 1295. Óleo sobre lienzo de Antonio Gisbert Pérez. 1863. (Congreso de los Diputados de España).

- Juan Fernández de Villamayor[9] (1295-1297[4][9]/ 1301).[3][4]
- Juan Rodríguez de Rojas[9] (1298[9]-1302).[4] Fue merino mayor de Castilla en 1293[4] y a pesar de que entre los años 1295 y 1301[9] Juan Fernández de Villamayor aparece en los documentos de la época ocupando el adelantamiento mayor de Castilla, el rey Fernando IV de Castilla, al entregar en enero de 1298 a Juan Rodríguez de Rojas las villas de Pedrajas y de Poza de la Sal, lo menciona como adelantado mayor de Castilla.[9] Y en el ordenamiento de las Cortes de Burgos de 1301 Juan Rodríguez de Rojas también aparece como adelantado mayor de Castilla, al igual que en el de las Cortes de Burgos de 1302.[9][a] Juan Rodríguez de Rojas era hijo de Ruy Díaz de Rojas y de María López de Sánsoles, y fue adelantado mayor y merino mayor de Castilla, alguacil mayor del rey y justicia mayor de la Casa del rey.[10]
- Garcí Fernández de Villamayor (1302-1304).[4][9] Fue un ricohombre castellano,[11] y durante la minoría de edad del rey Alfonso XI de Castilla fue uno de los partidarios más destacados del infante Juan de Castilla el de Tarifa, hijo de Alfonso X.[12]
- Sancho Sánchez de Velasco (1305-1307).[4][9] Era hijo de Fernán Sánchez de Velasco y de Teresa Martínez,[13] y el rey Fernando IV de Castilla le entregó los valles de Ruega y de Soba junto con dos mil vasallos en la Puebla de Arlanzón. Fue adelantado mayor de Castilla, justicia mayor de la Casa del rey[10] y adelantado mayor de la frontera de Andalucía,[13] y contrajo matrimonio con Sancha Carrillo, que era hija de Garcí Gómez Carrillo, alcalde mayor de los hijosdalgo de Castilla, y de Elvira Osorio.[10]
- Fernán Ruiz de Saldaña (1308-1309).[4] Fue un ricohombre castellano, y gracias al apoyo del infante Enrique de Castilla el Senador, que fue hijo de Fernando III y tutor del rey Fernando IV de Castilla durante su minoría de edad, y del señor de Vizcaya, Diego López V de Haro, consiguió que Fernando IV le entregara, hacia 1298 o 1299, la villa palentina de Saldaña.[14] Y posteriormente fue uno de los aliados más destacados del infante Juan de Castilla el de Tarifa durante todo el reinado de Fernando IV.[15]
- Sancho Sánchez de Velasco (1309-1311).[4][9]
- Fernán Ruiz de Saldaña[4] (1311). A finales de 1311,[16] aunque otros autores afirman erróneamente que fue en 1312,[4] este ricohombre volvió a ocupar el cargo de adelantado mayor de Castilla y, quizás a modo de compensación, como señaló Braulio Vázquez Campos, su predecesor, Sancho Sánchez de Velasco, que era uno de los más cercanos consejeros de Fernando IV, fue nombrado adelantado mayor de la frontera de Andalucía.[17]

### Reinado de Alfonso XI de Castilla (1312-1350)
- Fernán Ruiz de Saldaña (1312[4]-1313). Durante la primera parte de la minoría de edad de Alfonso XI de Castilla este magnate fue uno de los más destacados aliados del infante Juan de Castilla.[18] Y durante el último periodo de esta última fue uno de los principales aliados de Juan el Tuerto, señor de Vizcaya e hijo y heredero del infante Juan.[19]
- Pedro González de Sandoval (1314).[4][16]
- Garcilaso I de la Vega (1315-1326).[4] En 1315 era también merino mayor de Castilla,[3] y durante el último periodo de la minoría de edad de Alfonso XI, de quien llegaría a ser uno de sus privados junto con Álvar Núñez Osorio, fue uno de los principales partidarios del infante Felipe de Castilla, hijo de Sancho IV.[20] Además, fue señor de la Casa de la Vega y, entre otras muchas, de las villas de Cóbreces y Miralrío, justicia mayor de la Casa del rey, merino mayor de Castilla y canciller mayor del rey Alfonso XI.[21]
- Juan Martínez de Leyva (1326-1331 y 1334-1335). Había sido dos veces merino mayor de Castilla,[22] desde 1326 hasta 1331 y de 1334 a 1335.[9]
- ? (1336-1349).
- Fernán Pérez Portocarrero (1350).[4][21] Señor de Pinto, era hijo de Martín Fernández Portocarrero y de Inés Pardo. Fue merino mayor de Castilla[23] hacia 1348, guarda mayor del rey Pedro I de Castilla,[24] y oficial de la escudilla del rey.[25]

### Reinado de Pedro I de Castilla (1350-1366 y 1367-1369)

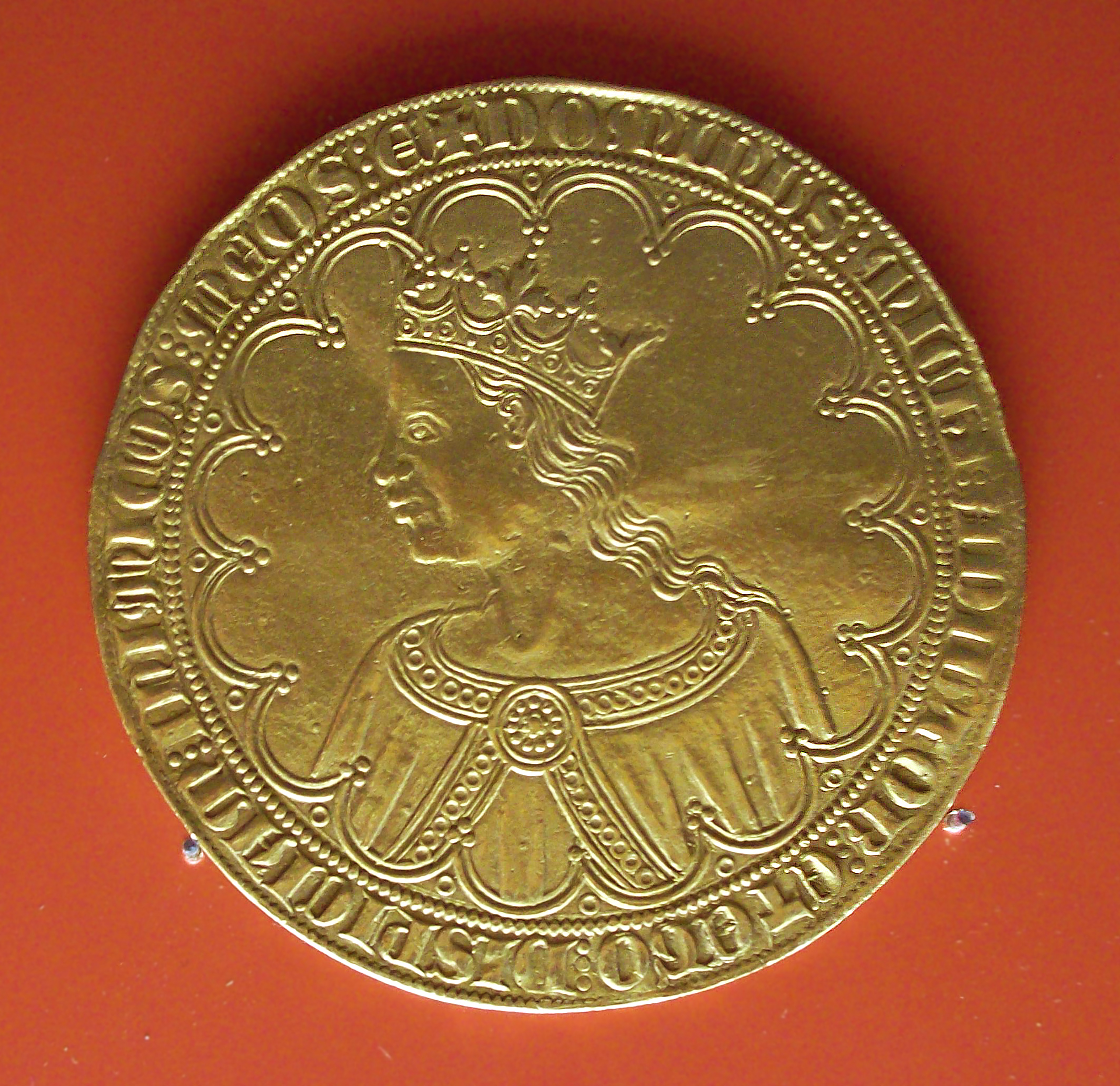
Gran dobla o dobla de a diez de Pedro I de Castilla, hijo y sucesor de Alfonso XI, acuñada en Sevilla en 1360. (M.A.N., Madrid

- Fernán Pérez Portocarrero (1350) que continuó en su puesto hasta finales de año.
- Garcilaso II de la Vega (1350-1351).[26] Era hijo de Garcilaso I de la Vega y de Juana de Castañeda, y fue señor de la Casa de la Vega, adelantado mayor de Castilla, justicia mayor de la Casa del rey y merino mayor de Castilla.[21] Consiguió el adelantamiento mayor de Castilla gracias a las «presiones» que, como señaló Luis Vicente Díaz Martín, ejercieron sobre Pedro I Juan Alfonso de Alburquerque[27] y Juan Núñez III de Lara, señor de las Casa de Lara y de Vizcaya.[28] Pero cuando este último falleció en noviembre de 1350, Garcilaso se refugió en Burgos y se atrincheró allí por temor a las represalias del rey y de su privado Alburquerque, y a finales de mayo de 1351 fue asesinado en dicha ciudad por Juan Ruiz de Oña y «con la mayor crueldad» en presencia del propio monarca.[27]
- Juan García Manrique (1351-1352). Era tío paterno de Garci II Fernández Manrique de Lara, V señor de Amusco —y por ende, hijo de Garci I Fernández Manrique de Lara, III señor de Amusco, y de su esposa Teresa de Zúñiga— y se casó con Juana de Rojas.[26] Tras el asesinato de Garcilaso II de la Vega, Pedro I concedió el adelantamiento mayor de Castilla y el cargo de merino mayor de ese territorio a Juan García Manrique, y con el primero de esos títulos aparece en los privilegios rodados emitidos durante las Cortes de Valladolid de 1351, que fueron las primeras del reinado de Pedro I de Castilla.[29]
- Garci II Fernández Manrique de Lara (1352[30]-1353).[26] Era hijo de Pedro II Ruiz Manrique de Lara, IV señor de Amusco y ricohombre de Castilla, y de Teresa de Sotomayor, y fue hermano del prelado Gómez Manrique, que llegó a ser arzobispo de Santiago de Compostela y posteriormente de Toledo.[30] Además, hay constancia de que a lo largo de 1352 este noble aparecía en algunas ocasiones en los privilegios rodados con el título de adelantado mayor y en otras con el de merino mayor de Castilla, pero en 1353 siempre fue mencionado con este último.[31]
- Fernán Pérez Portocarrero[26] (1353).[32] Volvió a ser adelantado mayor de Castilla desde mediados de agosto de 1353 hasta finales de ese mismo año, aunque en los documentos de la época siempre figuró con el título de merino mayor de Castilla.[32]
- Garci II Fernández Manrique de Lara (1354[33] y 1355).[26][33] Ocupó el cargo durante 1354 hasta noviembre y luego desde abril de 1355.[33]
- Pedro Ruiz II de Villegas (1354-1355). Fue nombrado adelantado mayor de Castilla en noviembre de 1354 y confirmado en febrero de 1355,[26] y desde finales de enero de ese año apareció en la documentación con el título de merino mayor de Castilla, que lo ocupaba desde 1353, ya que todavía no tenía la confirmación real. Sin embargo, en abril de 1355 fue asesinado en la ciudad vallisoletana de Medina del Campo por orden del rey Pedro I.[33]
- Diego Pérez Sarmiento (1355-1360).[26] Desde abril de 1355 fue merino mayor de Castilla, y desde finales del mismo año como adelantado mayor de Castilla,[34] aunque en los documentos de la época siempre figuró, como señaló Díaz Martín, con el primer título.[33] Fue hijo de Garci Fernández Sarmiento y de Teresa de Guzmán,[35] y fue señor de La Bureba, Villamayor de los Montes, Salvadores, Villalba de Losa, Castrojeriz y Castañeda,[36] y por concesión del rey Pedro I de Castilla también lo fue de Añastro, Berberana, Berganzo y Villasana.[37] Además fue adelantado mayor de Galicia,[38] canciller mayor de la Orden de la Banda,[39] y divisero mayor de Castilla.[36]Miniatura medieval que representa la decapitación del rey Pedro I de Castilla tras su derrota en la batalla de Montiel, librada en 1369.

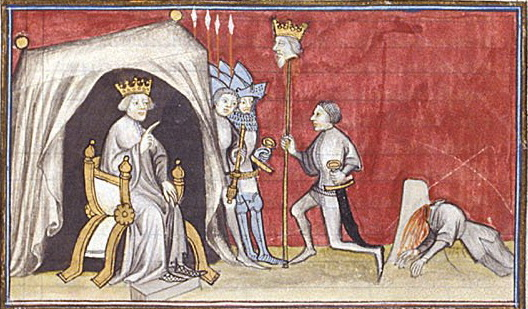
Miniatura medieval que representa la decapitación del rey Pedro I de Castilla tras su derrota en la batalla de Montiel, librada en 1369.

- Fernando Sánchez de Tovar (1360-1361).[26][24] Ocupó el cargo desde finales de abril de 1360 hasta principios de 1361,[40] fue señor de Astudillo, Castroponce, Los Gelves y el El Aljarafe de Sevilla, y fue además almirante de Castilla, guarda mayor del rey y alcalde entregador de la Mesta.[24] Murió de peste en 1384, durante el sitio de Lisboa, y era hijo de Ruy Fernández de Tovar y de Elvira Ruiz Cabeza de Vaca.[24]
- Garci II Fernández Manrique de Lara (1362).[26]
- Pedro Manrique (1363-1365).[26] Era hijo de Garci II Fernández Manrique de Lara, ocupó el cargo desde antes de 1363, según Díaz Martín, y lo desempeñó hasta septiembre de 1365.[40]
- Pedro González de Mendoza (1365-1366). Fue un noble castellano de la Casa de Mendoza, hijo de Gonzalo Yáñez de Mendoza y de Juana de Orozco.[41] Fue señor de Hita y Buitrago, entre otras muchas villas, mayordomo mayor del rey Juan I de Castilla,[41] y ocupó el cargo de adelantado mayor de Castilla entre finales de 1365 y principios de 1366.[40]
- Álvar Rodríguez de Cueto (1366).[26] Era adelantado mayor de Castilla cuando Enrique de Trastámara, hijo ilegítimo de Alfonso XI y de Leonor de Guzmán y hermanastro de Pedro I, invadió Castilla en 1366, y este último le ordenó que defendiera la villa de Navarrete de los ataques de las tropas de Enrique de Trastámara.[42]
- Rodrigo Rodríguez de Torquemada (1367).[26][42] Hay constancia de que ocupó el cargo en 1367 y de que el rey Pedro I le encomendó la defensa de la villa palentina de Dueñas contra los ataques de Enrique de Trastámara, aunque fracasó en su cometido.[42]

### Reinado de Enrique II de Castilla (1366-1367 y 1369-1379)
- Pedro Manrique (1366-1379).[43] Nombrado merino y adelantado mayor[43] por el nuevo rey Enrique II de Castilla[43] durante la primera guerra civil castellana y permaneció en el cargo a la muerte de Pedro I y de su sucesor Enrique II.[43]

### Reinado de Juan I de Castilla (1379-1390)

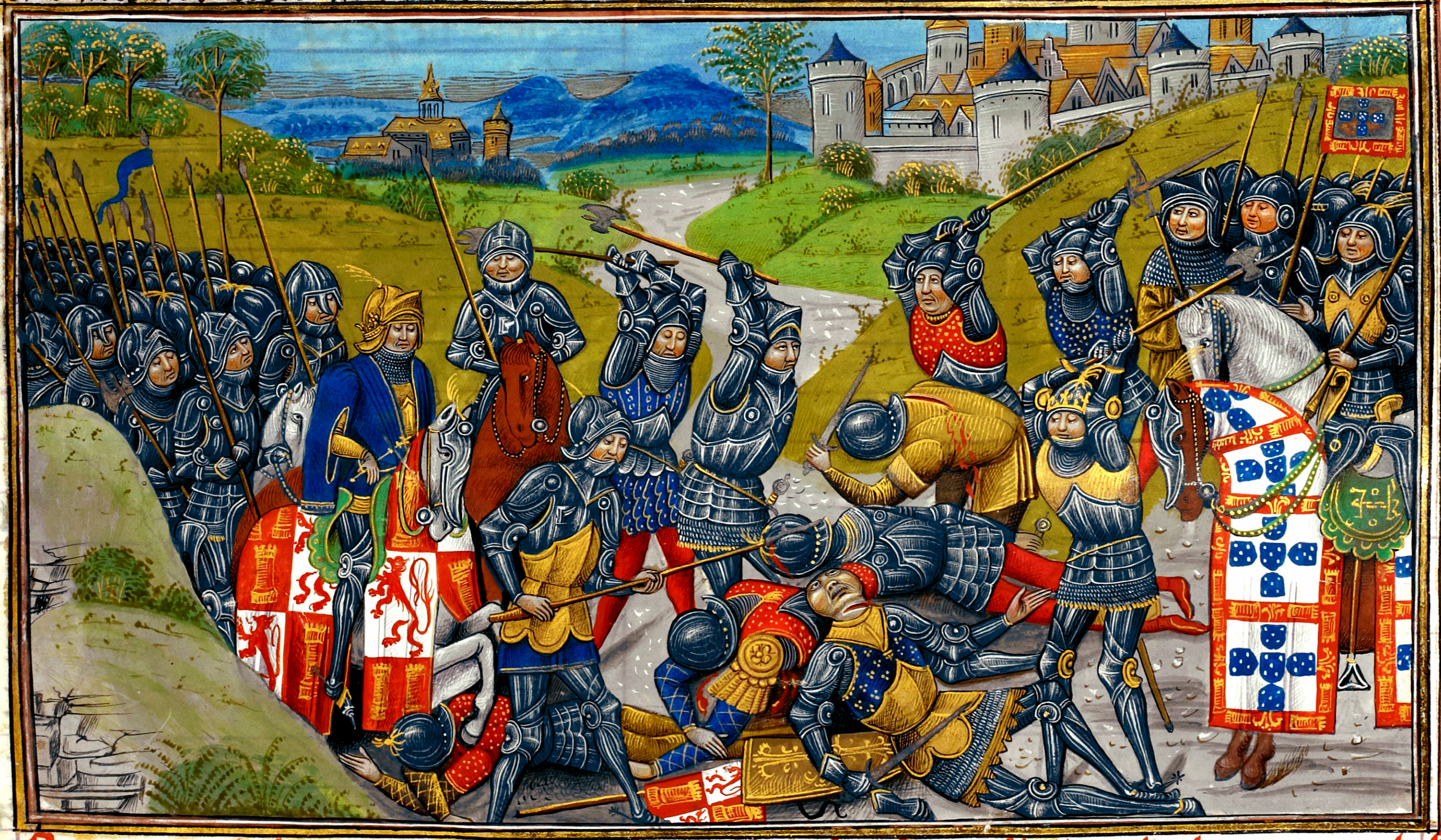
Miniatura medieval que representa la batalla de Aljubarrota, librada en 1385.

- Pedro Manrique[43] y Diego Gómez Sarmiento (1379-1380).[43][44] Según el historiador Francisco de Paula Cañas Gálvez entre los años 1379 y 1380 el adelantamiento mayor de Castilla fue desempeñado por ambos y conviene señalar que este último era hijo de Diego Pérez Sarmiento y de María de Velasco[34][45] y llegó a ser alguacil mayor y mariscal en la casa del infante Enrique de Castilla,[46] mariscal de Castilla,[34][47] justicia mayor de la Casa del Rey,[48][49] repostero mayor del rey Juan I de Castilla[34] adelantado mayor de Castilla y de Galicia,[44] y portero mayor del rey.[50]
- Diego Gómez Manrique (1380-1385).[43][51] Ricohombre castellano que llegó a ser señor de Amusco, Treviño, Villoslada, Calabazanos y Navarrete, entre otras villas, y también repostero mayor del rey Juan I de Castilla y adelantado mayor de Castilla.[51] Era hijo de Garci II Fernández Manrique de Lara, señor de Amusco y ricohombre de Castilla, y de Teresa Vázquez de Toledo, y contrajo matrimonio con Juana de Mendoza,[52][53] que posteriormente volvería a casarse con Alfonso Enríquez,[54] que fue almirante de Castilla, adelantado mayor de León y nieto del rey Alfonso XI de Castilla.[55]
- Gómez Manrique (1385-1411).[43]
- Diego Gómez de Sandoval (1411-1449).[43]
- ? (1450).
- Fernando de Rojas (1451).[43]
- Juan Pacheco (1451-1456).[43]
- Juan de Padilla (1456-1467).[43]
- Diego de Sandoval (1467).[43]
- Pedro López de Padilla (1468-1471).[43]